# ستينغر
ستينغر (FIM-92 Stinger) نظامُ دفاعٍ أرضيٍّ جويٍّ محمول يُوجِهُ الصاروخ الأرضيَّ الجويَّ باتباع الأشعة تحت الحمراء. و قد يُحول إلى هيئات مختلفة ليُرمى به من السيارات الأرضية و الهوائية (ستينغر جوي جوي).
بدأت المراحل الأولى لإنتاجه في الستينيات من قبل شركة جنرل داينمكس الأمريكية وفي عام 1972 بدأت مراحل تطويره المختلفة. وبدأ إنتاجه في شركة ريثيون عام 1978 ودخل الخدمة في الجيش الأمريكي عام 1981.

## المواصفات
يبلغ طول صاروخ ستينغر 1.52 مترا بقطر يبلغ 70 ملم، ووزنه 15.7 كيلو غرام ومداه يصل إلى خمسة كيلومترات بارتفاع 4,800 متر، ويبلغ وزن الرأس الحربي للصاروخ ثلاثة كيلوغرامات وهو مزوّد بصمام تقاربي، أما سرعته تفوق سرعة الصوت. ويعمل نظام الدفع في المحرك الصاروخي بالوقود الصلب مع معزز منفصل للمرحلة الأولى من المسار.

## نسخه
- ستينغر جويٌّ جويٌّ (Air-to-Air Stinger) : نظام  بصاروخ جويٍّ جويٍّ يستعمل عادة في المرواحيات.
- FIM-92A : ستينغر الأصلي.
- FIM-92B : هذه النسخة زيد فيها قدرة التتبع بالأشعة الفوق بنفسجية فضلا عن الأشعة تحت الحمراء فصار الجهاز أصوب و أقدر على مجاوزة وهج التضليل للطائرات. صنع من سنة 1981 إلى سنة 1987 و كان جملة ما صنع من الصواريخ 600 صاروخا.
- FIM-92C : حسن فيها قدرات تجاوز وسائل الصد التي في الطائرات بإضافة أجزاء حاسوبية رقمية و التي يمكن إعادة برمجتها ضد المضادات المستحدثة.
- FIM-92D : نسخة أخرى محسنة.
- FIM-92E : زيد فيها القدرة على ضرب أهداف أصغر كالمسيرات و الصواريخ المجنحة و مرواحيات الإستطلاع الصغيرة. أول نسخة منها دفعت سنة 1995 و استبدل كافة مخزون القوات الأمريكية من الستينغر بهذه النسخة.
- FIM-92F و FIM-92G و FIM-92H و FIM-92J و  FIM-92K كلها نسخ محسنة